# Kanıbek Osmonaliev
Kanıbek Osmonalieviç Osmonaliev (in kirghiso Каныбек Осмоналиевич Осмоналиев?; in russo Каныбек Осмоналиевич Осмоналиев?, Kanybek Osmonalievič Osmonaliev; Frunze, 19 novembre 1953) è un ex sollevatore sovietico con cittadinanza kirghisa, vincitore ai Giochi olimpici di Mosca 1980, quattro volte campione del mondo e due volte campione europeo.

## Carriera
Kanıbek Osmonaliev, nato nella capitale del Kirghizistan, che durante l'epoca sovietica si chiamava Frunze, ha iniziato nel 1971 con la pratica del sollevamento pesi mentre studiava all'Università statale del Kirghizistan, dove si laureò in Storia nel 1975.
Con la sua altezza di 1,58 metri fu inserito nella categoria di peso più leggera che esisteva a suo tempo, i pesi mosca, che aveva il suo limite di peso a 52 kg. A differenza di molti dei suoi concorrenti, non ha mai avuto problemi di peso in genere, quindi è stato di solito il più leggero della sua categoria, circostanza che lo ha aiutato in diverse occasioni a vincere titoli internazionali e nazionali.
Nel 1978 è diventato campione sovietico dei pesi mosca alzando un totale di 235 kg. ed è stato successivamente convocato nello stesso anno ai Campionati Europei di Havířov, vincendo subito nei pesi mosca con un totale di 237,5 kg. (105 + 132,5), davanti agli ungheresi György Kőszegi e Béla Oláh. In quell'occasione Osmonaliev ha beneficiato del suo peso corporeo più leggero rispetto a Köszegi che aveva ottenuto un identico risultato.
Nello stesso anno è stato anche medaglia d'oro ai Campionati mondiali svoltisi a Gettysburg, ottenendo un totale di 240 kg. (105 + 135), con il quale ha battuto il polacco Tadeusz Golik (237,5 kg.) ed il cubano Francisco Casamayor (230 kg.).
Ai Campionati nazionali sovietici del 1979 Osmonaliev giunse soltanto terzo nei pesi mosca con 235 kg. (105 + 130), ma fu ugualmente convocato ai Campionati mondiali di quello stesso anno a Salonicco, durante i quali vinse nuovamente la medaglia d'oro, grazie al suo peso corporeo inferiore, con il totale di 242,5 kg. (105 + 137,5), uguale risultato raggiunto dal connazionale Aleksandr Voronin e dall'ungherese Ferenc Hornyák, i quali terminarono al secondo posto ex aequo.
Nel 1980 Kanıbek Osmonaliev vinse con 245 kg. (107,5 + 137,5) un altro titolo ai Campionati nazionali sovietici grazie al suo peso corporeo inferiore rispetto a Aleksandr Senshin che totalizzò anch'egli 245 kg. (102,5 + 142,5). Anche alle Olimpiadi di Mosca 1980 Osmonaliev ha beneficiato del suo peso corporeo più leggero rispetto a quello dei suoi avversari, vincendo la medaglia d'oro con 245 kg. (107,5 + 137,5) davanti ai due nordcoreani Ho Bong-chol e Han Gyong-si e all'ungherese Béla Oláh, tutti con lo stesso totale di 245 kg. Questa competizione olimpica era valida anche come Campionato mondiale.
Osmonaliev ha continuato la sua carriera agonistica dopo la sua vittoria olimpica per un anno, giungendo secondo ai Campionati nazionali sovietici del 1981 nei pesi mosca con 245 kg. (110 + 135) alle spalle di Valentin Polonsky, anch'egli con 245 kg. (102,5 + 142,5 ). Per la prima volta in carriera Osmonaliev ha dovuto inchinarsi ad un concorrente in una competizione importante a causa del suo peso corporeo più elevato. Venne comunque convocato ai Campionati mondiali ed europei di quell'anno a Lilla vincendo entrambi i titoli. Per la classifica della competizione mondiale realizzò un totale di 247,5 kg. (110 + 137,5), battendo il polacco Jacek Gutowski (240 kg.) ed il giapponese Kazushito Manabe (240 kg.).
Si è ritirato dall'attività agonistica dopo questa competizione ed è diventato insegnante di scuola superiore a Biškek ed allenatore di sollevamento pesi.
Nel 1986 Osmonaliev è stato per un breve periodo allenatore della squadra nazionale sovietica e, dal 1991 al 2006, è stato il capo allenatore della squadra nazionale di sollevamento pesi del Kirghizistan.
Osmonaliyev è stato anche presidente della Federazione di sollevamento pesi del Kirghizistan.